# Азербайджан на летних юношеских Олимпийских играх 2010
Азербайджан на летних юношеских Олимпийских играх 2010 года представляют 12 спортсменов, которые соревнуются в семи видах спорта, среди которых вольная борьба, греко-римская борьба, бокс, дзюдо, таэквондо, тяжелая атлетика и гребля. Всего в состав азербайджанской делегации на I летних юношеских Олимпийских играх в Сингапуре входило 32 человека, в том числе 12 спортсменов и 6 тренеров.
В итоге, завоевав 5 золотых и 3 серебряных медали, команда Азербайджана заняла 11 место среди 205 стран. Среди 51 стран Европы Азербайджан занял 6-е место, среди 15 стран бывшего советского союза — 3-е, уступив лишь России и Украине, а среди 62 исламских стран — первое.

## Медалисты
| Медаль  | Спортсмен          | Вид спорта       | Дисциплина                            |
| ------- | ------------------ | ---------------- | ------------------------------------- |
| Золото  | Мурад Базаров      | Борьба           | Юноши, греко-римская борьба, до 40 кг |
| Золото  | Эльман Мухтаров    | Борьба           | Юноши, греко-римская борьба, до 54 кг |
| Золото  | Али Магомедабиров  | Борьба           | Юноши, вольная борьба, до 100 кг      |
| Золото  | Патимат Багомедова | Борьба           | Девушки, до 52                        |
| Золото  | Ниджат Рагимов     | Тяжёлая атлетика | Юноши, до 69 кг                       |
| Серебро | Кянан Гулиев       | Борьба           | Юноши, вольная борьба, до 54 кг       |
| Серебро | Салман Ализаде     | Бокс             | Юноши, до 48 кг                       |
| Серебро | Эльвин Исаев       | Бокс             | Юноши, до 57 кг                       |

## Результаты соревнований

### Бокс

Серебряный призёр Олимпиады Салман Ализаде на церемонии награждения

На первых юношеских олимпийских играх Азербайджан был представлен тремя боксёрами: в весовой категории до 48 кг Салман Ализаде, до 51 кг — Шабан Шахпеленгов, который был кроме того знаменосцем на церемонии открытия, и в весовой категории до 57 кг — Эльвин Исаев.
21 августа, в первый день соревнований, один из них, Эльвин Исаев, одержали победу над спортсменом из Монголии Дашдорж Анандом. А Шабан Шахпеленгов проиграл Хешам Абделаалу из Египта.
22 августа, в полуфинале оба азербайджанских боксёра победили: Салман Ализаде местного сингапурского боксёра Мохд Хамида, а Эльвин Исаев - спортсмена из Венесуэлы Фрадимила Макайо.
23 августа в схватке за 5-место Шабан Шахпеленгов проиграл боксёру из России Василию Веткину.
Через два дня, 25 августа, пробившиеся в финал боксёры из Азербайджана проиграли: Салман Ализаде - ирландскому боксёру Раяну Барнету, а Эльвин Исаев - немцу Артуру Брилу.
В итоге, команда Азербайджана с двумя серебряными медалями заняла 9-е место
| Спортсмен         | Соревнование | Предварительный раунд         | Полуфинал                              | Финал                                                   | Место |
| ----------------- | ------------ | ----------------------------- | -------------------------------------- | ------------------------------------------------------- | ----- |
| Салман Ализаде    | до 48 кг     | Не участвовал                 | Мохд Хамид (SIN) поб. нокаутом R2 2:49 | Раян Барнет (IRL) пор. 6-13                             |       |
| Шабан Шахпеленгов | до 51 кг     | Хешам Абделаал (EGY) пор. 4-8 | Не прошёл                              | За 5-е место Василий Веткин (RUS) пор. нокаутом R2 2:48 | 6     |
| Эльвин Исаев      | до 57 кг     | Дашдорж Ананд (MGL) поб. 13-2 | Фрадимил Макайо (VEN) поб. 10-6        | Артур Брил (GER) пор. 4-11                              |       |

### Борьба
Азербайджан на олимпийских играх представляли 5 борцов: 2 — по греко-римской, 3 — по вольной (одна из них — среди девушек). В итоге, завоевав 5 медали (4 золотых и 1 серебряную) сборная Азербайджана заняла первое место.

#### Вольная борьба

Кянан Гулиев (в синем) борется в группе с колумбийцем

В вольной борьбе у юношей Азербайджан был представлен двумя спортсменами. 17 августа в весовой категории до 54 кг выступал Кянан Гулиев, а в самой тяжёлой весовой категории (до 100 кг) — Али Магомедабиров.
В первом раунде группы Кянан Гулиев боролся с спортсменом из Колумбии Ерсоном Эрнандесом и победил со счётом 3-1. Остальные две встречи с борцами из Сингапура и Австралии также закончились победой Гулиева со счётом 4-0 каждая. Однако в финале Кянан не смог одолеть японца. Он уступил Юки Такахаси, став первым азербайджанским спортсменом, выигравшим серебро. Это была пятая по счёту медаль сборной Азербайджана.
Выступающий в весовой категории Али Магомедабиров, также как и Кянан Гулуев одолев в группе всех трёх спортсменов, попал в финал (в группе Али победил спортсменов из Монголии, Грузии и Американского Самоа). В финале соперником Али был кубинец Абрахам де Хесус Коньедо Руано. Победиа и в финале Али принёс Азербайджану пятую золотую медаль.
| Спортсмен          | Соревнование       | Групповой этап                 | Групповой этап                    | Групповой этап                      | Финал                                        |
| Спортсмен          | Соревнование       | I раунд                        | II раунд                          | III раунд                           | Финал                                        |
| Соперник Результат | Соперник Результат | Соперник Результат             | Соперник Результат                | Соперник Результат                  | Соперник Результат                           |
| ------------------ | ------------------ | ------------------------------ | --------------------------------- | ----------------------------------- | -------------------------------------------- |
| Кянан Гулиев       | до 54 кг           | Ерсон Эрнандес (COL) поб. 3-1  | Кестер Лёнг Чуньюэ (SIN) поб. 4-0 | Жайден Лоуренс (AUS) поб. 4-0       | Юки Такахаси (JPN) пор. 0-3                  |
| Али Магомедабиров  | до 100 кг          | Оюнболд Энхтугс (MGL) поб. 3-1 | Гено Петриашвили (GEO) поб. 3-0   | Мануолефоага Суалеви (ASA) поб. 4-0 | Абраам де Хесус Коньедо Руано (CUB) поб. 3-0 |

#### Греко-римская борьба

Эльман Мухтаров (в красном) борется с кубинским спортсменом. Вторая встреча в группе

Азербайджан на Олимпийских играх по греко-римской борьбе представляли в весовой категории до 42 кг Мурад Базаров и в весовой категории до 54 кг — Эльман Мухтаров. Оба спортсмена боролись 15 августа и завоевали золотые медали, а Мурад Базаров стал к тому же первым борцом в истории, получившим золото на юношеских Олимпийских играх.
В первой групповой встрече Мурад Базаров победил украинского спортсмена Олексия Жабского, а во второй — борца из Эквадора Генри Пилая, тем самым заняв первое место в группе и выйдя в финал. В финале соперником Базарова стал победитель группы B, кубинец Йосванис Пена Флорес. выиграв со счётом 3-0, Мурад Базаров стал первым в истории Олимпийским чемпионом среди юношей от Азербайджана.
Эльман Мухтаров также одержал две победы в группе, выиграв у спортсмена из Беларуси Андрея Пикузы со счётом 3-0 и у кубинца Иоана Родригеса Бангельи со счётом 3-1. В финале Эльман смог одолеть борца из Узбекистана Нурбека Хаккулова, принеся Азербайджану второе золото.
| Спортсмен          | Соревнование       | Групповой этап                 | Групповой этап                        | Финал                               |
| Спортсмен          | Соревнование       | I раунд                        | II раунд                              | Финал                               |
| Соперник Результат | Соперник Результат | Соперник Результат             | Соперник Результат                    | Соперник Результат                  |
| ------------------ | ------------------ | ------------------------------ | ------------------------------------- | ----------------------------------- |
| Мурад Базаров      | до 40 кг           | Олексий Жабский (UKR) поб. 3-0 | Генри Пилай (ECU) поб. 3-0            | Йосванис Пена Флорес (CUB) поб. 3-0 |
| Эльман Мухтаров    | до 54 кг           | Андрей Пикуза (BLR) поб. 3-0   | Иоан Родригес Бангелья (CUB) поб. 3-1 | Нурбек Хаккулов (UZB) поб. 3-0      |

#### Девушки

Патимат Багометова на церемонии награждения

Патимат Багометова, выступающая 16 августа, в весовой категории до 51 кг, была единственной представительницей Азербайджана не только в борьбе, но и на Олимпийских играх вообще. В групповом этапе свою первую встречу Патимат провела с представительницей Алжира Сабриной Аззоуз и победила со счётом 4-0. С этим же счётом Патимат Багометова выиграла и остальные встречи: сначала борца из Узбекистана Нилуфар Гадаеву, а затем и спортсменку из Гуама Арианну Эустагио.
В финале Патимат встретилась с китаянкой Юан Юан. Встреча закончилась со счётом 3-1 в пользу Патимат Багометовой, которая принесла в копилку сборной Азербайджана третью золотую медаль.
| Спортсмен          | Соревнование       | Групповой этап               | Групповой этап                 | Групповой этап                  | Финал                    |
| Спортсмен          | Соревнование       | I раунд                      | II раунд                       | III раунд                       | Финал                    |
| Соперник Результат | Соперник Результат | Соперник Результат           | Соперник Результат             | Соперник Результат              | Соперник Результат       |
| ------------------ | ------------------ | ---------------------------- | ------------------------------ | ------------------------------- | ------------------------ |
| Патимат Багометова | до 52 кг           | Сабрина Аззуз (ALG) поб. 4-0 | Нилуфар Гадаева (UZB) поб. 4-0 | Арианна Эустакио (GUM) поб. 4-0 | Юань Юань (CHN) поб. 3-1 |

### Гребля на байдарках и каноэ
Мальчики
- Радослав Куцев

### Дзюдо
Мальчики
- Джалил Джалилов (до 55-66 кг)

### Тхэквондо
Юноши
| Спортсмен         | Соревнование | Предварительный раунд       | Четвертьфинал      | Полуфинал          | Финал              |
| Спортсмен         | Соревнование | Соперник Результат          | Соперник Результат | Соперник Результат | Соперник Результат |
| ----------------- | ------------ | --------------------------- | ------------------ | ------------------ | ------------------ |
| Сабухи Исмаилзаде | до 73 кг     | Тош ван Дийк (SUR) пор. 6-7 | Не прошёл          | Не прошёл          | Не прошёл          |

### Тяжёлая атлетика

Выступление Ниджата Рагимова

В этом виде спорта Азербайджан на Олимпиаде был представлен лишь одним спортсменом, Ниджатом Рагимовым, победителем лицензионного чемпионата Европы, проходившем в Валенсии.
Выступления участников Олимпийских игр проходили 17 августа в Спортивом Холле Тоа Пайох. Тренером Рагимова был двукратный чемпион мира Низами Пашаев. Основным соперником Ниджата на играх был китайский спортсмен Гонг Ксингбин. В поднятии без толчка Ниджат поднял 134 кг, а Ксингбин не сумев одолеть вес в 135 кг закончил с результатом в 133 кг. В поднятии с толчком Рагимов уже во второй попытке показал результат 161 кг, а китаец, заказав в двух оставшихся попытках вес в 165 кг, не справился, уступив тем самым золото Рагимову. Но Ниджат всё-таки вышел, чтобы поднять вес в 166 кг и не смог поднять до конца, что не помешало ему стать олимпийским чемпионом с общим результатом в 295 кг.
В итоге команда Азербайджана, также как и команда Ирана и Вьетнама, завоевав одну золотую медаль, заняла 6-е место в общекомандном зачёте.
| Спортсмен      | Соревнование | Без толчка (кг) | Без толчка (кг) | Без толчка (кг) | Без толчка (кг) | С толчком (кг) | С толчком (кг) | С толчком (кг) | С толчком (кг) | Всего (кг) |
| Спортсмен      | Соревнование | 1               | 2               | 3               | Результат       | 1              | 2              | 3              | Результат      | Всего (кг) |
| -------------- | ------------ | --------------- | --------------- | --------------- | --------------- | -------------- | -------------- | -------------- | -------------- | ---------- |
| Ниджат Рагимов | до 69 кг     | 125             | 130             | 134             | 134             | 154            | 161            | 166            | 161            | 295        |